# Canal Van Harinxma
Le Canal Van Harinxma (en néerlandais : Van Harinxmakanaal) est un canal néerlandais de la Frise. Sa longueur est de 37,5 km.

## Géographie
Le canal commence à l'est de Leeuwarden, où il est relié au Canal de la Princesse Margriet, et va jusqu'à Harlingen. Via une écluse est réalisée la liaison avec la Mer des Wadden.
Avant 1950, le canal entre Harlingen et Leeuwarden s'appelait le Harlinger Trekvaart, qui a été élargi et approfondi. L'ouverture du canal rénové a eu lieu en 1951. Le canal a été baptisé d'après Pieter van Harinxma thoe Slooten, qui a été Commissaire de la Reine de la Frise entre 1909 et 1945.

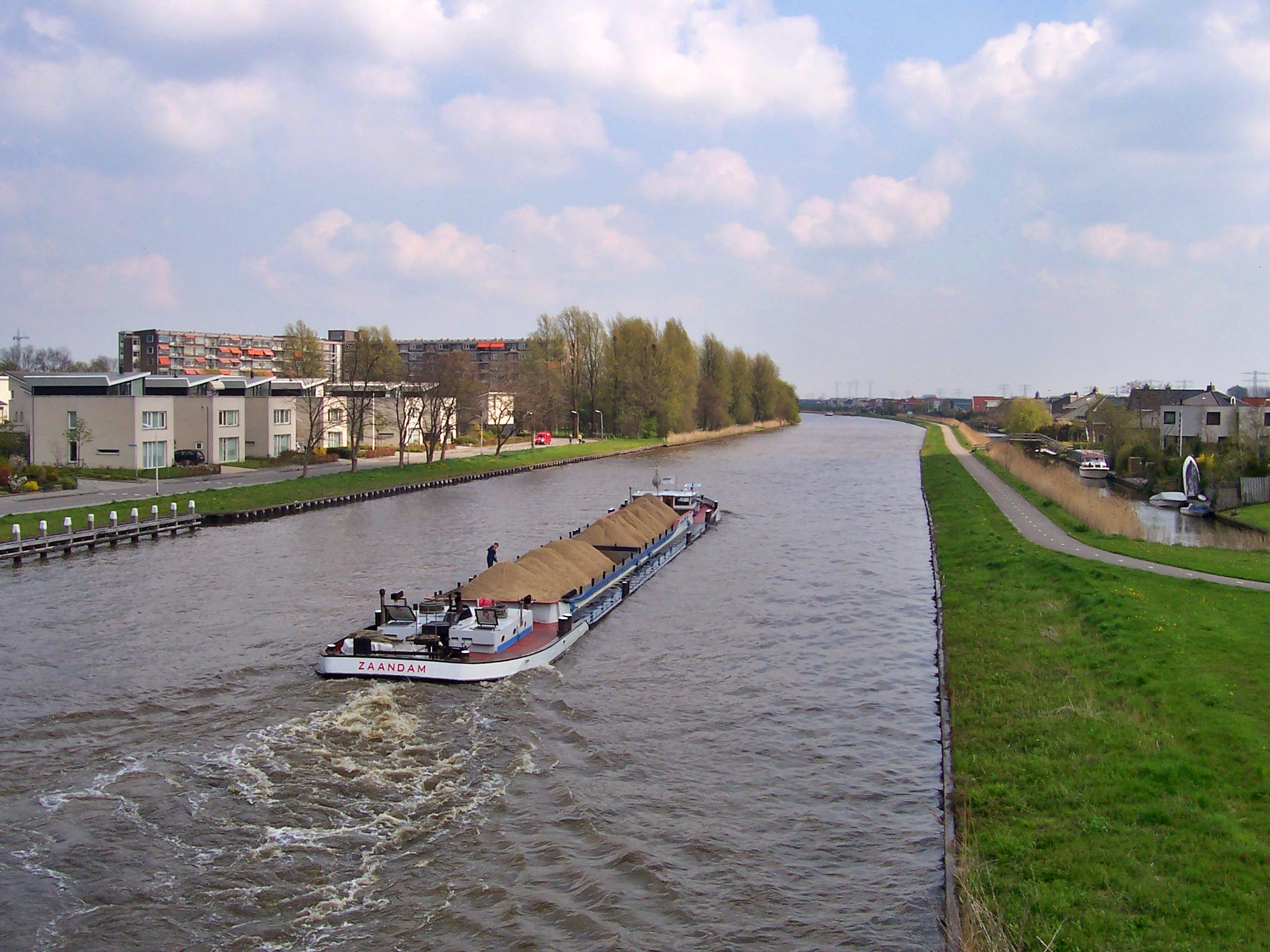
Le Canal Van Harinxma à Leeuwarden

## Source
- (nl) Cet article est partiellement ou en totalité issu de l’article de Wikipédia en néerlandais intitulé « Van Harinxmakanaal » (voir la liste des auteurs).